# КАМАЗ 5490
КамАЗ-5490 (англ. KamAZ 5490) — сімейство сідлових тягачів виробництва КАМАЗ з компонувальною схемою «кабіна над двигуном» призначене для перевезення напівпричепів по дорогах з твердим покриттям, прийшло на заміну КАМАЗ 5460.

## Опис

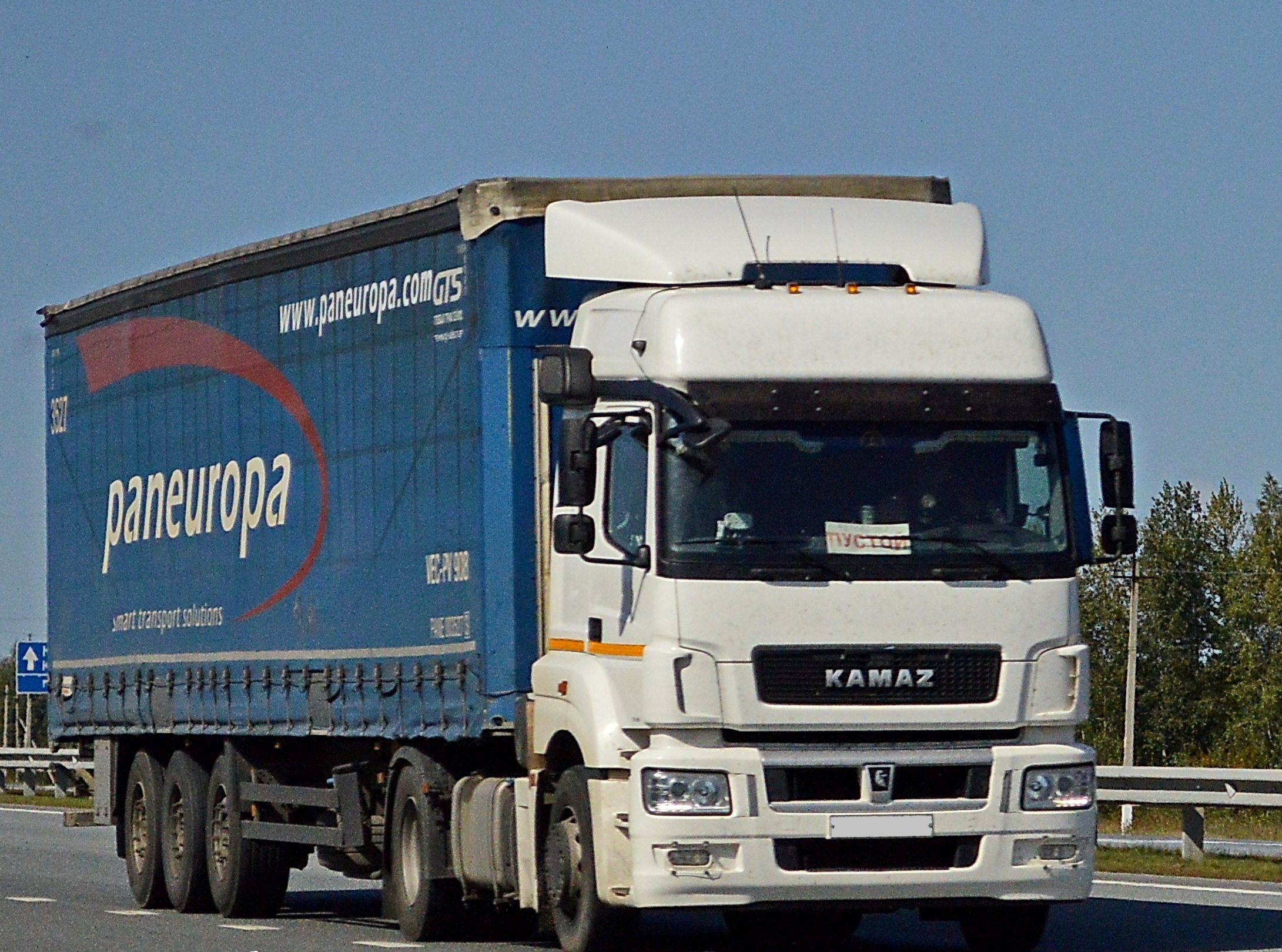

Автомобілі виготовляються з 2013 року і обладнані ліцензійною кабіною від Mercedes-Benz Axor шириною 2300 мм. Друга назва моделі KamAZ М1840.
В 2016 році дебютувала модель KamAZ-5490 NEO зі збільшеною колісною базою і технічним оновленням.
На виставці комерційного транспорту «Комтранс-2017» в Москві представлено прототип перспективного сідлового тягача, який отримав індекс КамАЗ-54901. Його оснастили кабіною К5, створеною спільно з концерном Daimler AG. Виробництво моделі 54901 має стартувати в 2019 році. Тоді ж був показаний тягач КамАЗ-54909, оснащений унікальною системою гідростатичного приводу передніх коліс. Така конструкція робить звичайний тягач з колісною формулою 4х2 повнопривідним.
Передня підвіска на листових ресорах, задня підвіска на двох пневматичних подушках з системою ECAS.
Рульове управління фірми ZF, гальмівна система de: Knorr-Bremse. Пневматичні гальма з дисковими гальмівними механізмами. У гальмівній системі знайшли застосування такі пристрої, як EBS, ESP, ASR. Висота сідельно-зчіпного пристрою — 1150 мм. Шини — 315/60 R22.5.

## Технічні характеристики
Характеристики залежать від типу встановленого двигуна, конструкторами розроблені два варіанти:
- 8-циліндровий дизельний мотор КамАЗ-740.75-440 оснащений системою турбонаддува з проміжним охолодженням повітря об'ємом 11,76 л., Потужністю 440 к.с. Комплектується 12-ступінчасту несинхронізованою КПП ZF-AS-Tronic 12AS-2131.
- 6-циліндровий турбодизель Mercedes-Benz OM 457LA 11,97 л потужністю 428 к.с. Комплектується 16-ступінчастою синхронізованою коробкою ZF 16S-2221.
- 6-циліндровий турбодизель Mercedes-Benz OM 457LA 11,97 л потужністю 401 к.с. Комплектується 16-ступінчастою синхронізованою коробкою ZF 16S-2222 або 12-ступінчасту несинхронізованою КПП ZF-AS-Tronic 12AS-2130.

Передня підвіска і рульове управління від попередніх моделей характеризується ненадійністю і неможливістю зробити розвал сходження. Електрообладнання китайського виробництва.

## Модифікації
- КамАЗ-5490-001-T5 — сідловий тягач для магістральних перевезень з короткою базою, високою кабіною і двигуном Daimler OM 457LA потужністю 428 к.с. і 16-ст. МКПП ZF 16S-2221.
- КамАЗ-5490-014-S5 — сідловий тягач для перевезення небезпечних вантажів з короткою базою, з низькою кабіною і двигуном Daimler ОМ 457LA потужністю 401 к.с. і 16-ст. МКПП ZF 16S-2222.
- КамАЗ-5490-009-S5 — сідловий тягач для магістральних перевезень з короткою базою, з високою кабіною і двигуном Daimler OM 457LA потужністю 401 к.с. і 12-ст. АКПП ZF 12AS2130.
- КамАЗ-5490-022-S5 — сідловий тягач для магістральних перевезень з довгою базою, з високою кабіною і двигуном Daimler OM 457LA потужністю 401 к.с. і 16-ст. МКПП ZF 16S-2222.
- КамАЗ-5490-023-S5 — сідловий тягач для магістральних перевезень з довгою базою, з високою кабіною і двигуном Daimler OM 457LA потужністю 401 к.с. і 12-ст. АКПП ZF 12AS2130.
- КамАЗ-5490-990010-S5 — сідловий тягач для магістральних перевезень з короткою базою, з високою кабіною і двигуном Daimler OM 457LA потужністю 401 к.с. і 16-ст. МКПП ZF 16S-2222.
- КамАЗ-54901 (KamAZ М1855) — сідловий тягач для магістральних перевезень, з кабіною К5 від Mercedes-Benz Actros другого покоління з рівною підлогою і двигуном КамАЗ-910.10.550 І6 (це дещо змінений двигун Liebherr D946 розробки швейцарської компанії Liebherr-International AG) об'ємом 11,95 л потужністю 540 к.с. і 16-ст. АКПП ZF TraXon.